# Philippe d'Egmont
Pour les articles homonymes, voir Maison d'Egmond.
Philippe d'Egmont, né en 1558 et mort le 14 mars 1590, fils de Lamoral, comte d'Egmont, se mit au service de l'armée des États généraux et participa à la bataille de Gembloux, avant de rentrer au service de Philippe II d'Espagne en 1579.
Envoyé en France au secours de la Ligue, il commandait les Espagnols contre Henri IV à la bataille d'Ivry : il y fut battu et tué (14 mars 1590).

## Biographie

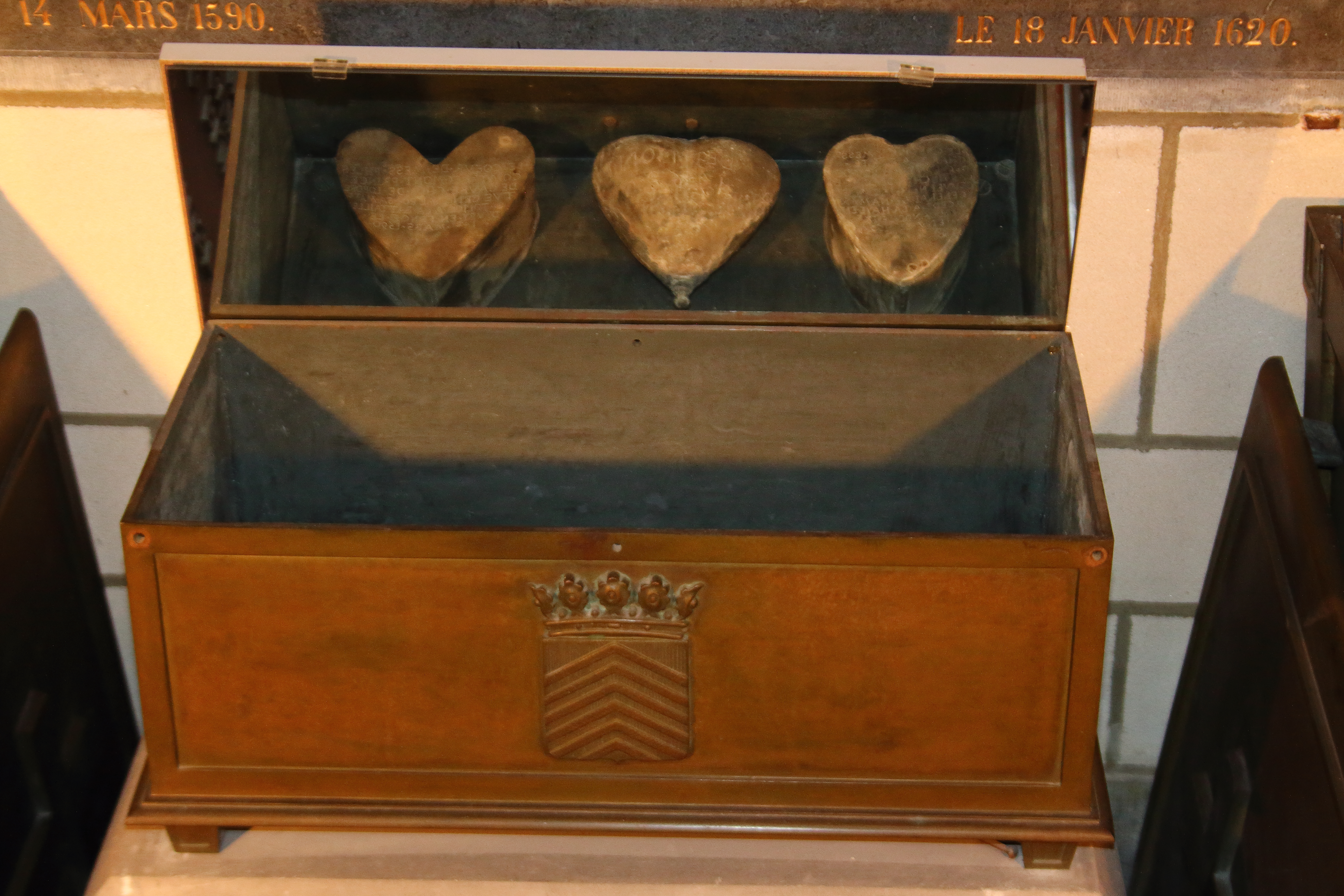
Cardiotaphes en plomb de Lamoral, Philippe et, Crypte d'Egmont, Zottegem

Après l'exécution de son père, Guillaume d'Orange prit le jeune noble sous sa protection. Philippe, aux premières années de sa carrière militaire, combat pour les rebelles hollandais. Il a été capturé en 1575 et amené devant Rhoda mais libéré de la captivité espagnole à Lierre en 1577 après l'Édit perpétuel. Le 25 mai 1577, il est reçu avec grand honneur à Ninove, Gavere et Zottegem. Philippe d'Egmont a cosigné l'Union de Bruxelles en tant que délégué pour le Brabant. Il a rompu les liens avec le camp de Guillaume d'Orange et a fait défection dans le camp espagnol (probablement aussi parce que la famille d'Egmont a vu ses biens saisis par l'Espagne jusqu'à la pacification de Gand par laquelle ils furent rendus). Le 15 juillet 1579, il entre à Lessines avec cinq compagnies pour défendre la ville. En 1579, il conquiert plusieurs villes pour le roi Philippe II d'Espagne (Baesrode (avec la bataille de Baesrode (nl)), Bruxelles, Nivelles, Grammont et Ninove). Il est fait chevalier de l'ordre de la Toison d'or par Philippe II et reste à Ninove jusqu'en 1580, où il est fait prisonnier le 30 mars par le gueux François de La Noue. Entre 1580 et 1585, il est emprisonné par l'armée d'État, d'abord à Fort Rammekens puis à Gand. En 1585, il fut échangé contre son ravisseur, François de La Noue (qui avait été capturé par les Espagnols en 1580) et fut ainsi libéré. En 1586, il devient gouverneur d'Arras.
Envoyé en France au secours de la Ligue, il commandait les Espagnols contre Henri IV à la bataille d'Ivry : il y fut battu et tué (14 mars 1590).

## Mariage et descendance
Philippe fut marié le 27 septembre 1579 à Marie de Horne (nl) et devint ainsi, seigneur de Heeze et baron de Gaasbeek en 1586. Cette union fut sans descendance.
À sa mort, son jeune frère, Lamoral II d'Egmont (nl), prit sa succession.

## Armoiries
| Figure | Blasonnement |
| ------ | --- |
|        | Écartelé : aux 1 et 4 parti d'Egmond et d'Arkel ; au 2 et 3, parti de Gueldre et de Juliers. Sur le tout, écartelé de Luxembourg et des Baux. |

## Source
Cet article comprend des extraits du Dictionnaire Bouillet. Il est possible de supprimer cette indication, si le texte reflète le savoir actuel sur ce thème, si les sources sont citées, s'il satisfait aux exigences linguistiques actuelles et s'il ne contient pas de propos qui vont à l'encontre des règles de neutralité de Wikipédia.
- (nl) Cet article est partiellement ou en totalité issu de l’article de Wikipédia en néerlandais intitulé « Filips van Egmont » (voir la liste des auteurs).